# Лазу (Васлуй)
Лазу (рум. Lazu) — село у повіті Васлуй в Румунії. Входить до складу комуни Гергешть.
Село розташоване на відстані 261 км на північний схід від Бухареста, 19 км на захід від Васлуя, 64 км на південь від Ясс, 134 км на північ від Галаца.

## Населення
За даними перепису населення 2002 року у селі проживали 92 особи, усі — румуни. Усі жителі села рідною мовою назвали румунську.